# 普里查德 (亚拉巴马州)
普里查德（Prichard）是美国亚拉巴马州莫比尔县的一座城市。
根据2000年美国人口普查，普里查德共有28,633人，其中非裔美国人占84.53%、白人占14.18%。